# 吉行あぐり
吉行 あぐり（よしゆき あぐり、1907年（明治40年）7月10日 - 2015年（平成27年）1月5日）は、日本の美容師。
本名・吉行 安久利（読み同じ）旧姓：松本、結婚によって吉行、再婚し辻、辻没後再び吉行姓へ戻る。師である山野千枝子と共に日本における美容師の草分け的存在と言われる。

## 来歴
岡山県岡山市出身。岡山県立第一岡山高等女学校在学中に国内で流行していたスペイン風邪で父と姉を亡くし、1923年（大正12年）に15歳で作家・吉行エイスケと結婚。翌1924年（大正13年）に長男を出産した後、日本の美容師の草分け山野千枝子のもとで2年間修行、1929年（昭和4年）に独立して、東京市麹町区土手三番町（現・千代田区五番町）・市ヶ谷駅前に村山知義設計によるダダイスム建築の傑作「山の手美容院」を開店。1940年（昭和15年）、夫・エイスケと死別する。その後、1949年（昭和24年）辻復（あきら）と再婚（復は1997年没）。「山の手美容院」は1944年（昭和19年）、建物疎開の対象となり、強制取り壊しとなって閉店。
1952年（昭和27年）、中断していた美容室を「吉行あぐり美容室」の名称で再開。1980年（昭和55年）には再開発で建てられた五番町グランドビル1階に吉行あぐり美容室を移転。顧客には秩父宮雍仁親王妃勢津子もおり、1995年（平成7年）の妃薨去まで担当していた。
1998年（平成10年）都民文化栄誉章を受章。90歳を過ぎても、馴染み客限定で美容師として仕事を続けていたが、2005年（平成17年）に閉店。日本の美容師免許所持者最高齢だった。
2003年（平成15年）脳梗塞で倒れ入院。リハビリの末、身の回りのことを一通りこなせるまでに回復したが、2006年（平成18年）骨折し、車椅子生活を余儀なくされる。以後、娘の和子や介護者らに支えられ生活（105歳の時点では和子と同じマンションの別の部屋に暮らしていた）。
新聞は2紙購読し時折エッセイや俳句・短歌などを記すなど知的好奇心は旺盛だったが、和子によると晩年の10年間は寝たきり生活。ただ、亡くなる2日前まで自ら箸を持つことができた。
2013年（平成25年）10月25日放送のNHK総合テレビ『あさイチ』内「プレミアムトーク」に出演した和子が「現在は自分では動けないが、頭はしっかりしていて、『ごちそうさん』（和子出演）を観ている」と近況を語った。
2015年（平成27年）1月5日、市ヶ谷駅前・AKビルディングの自宅で肺炎のため死去。107歳没。

## 人物
1997年（平成9年）上期のNHK連続テレビ小説『あぐり』のモデルとなった。自身の半生記『梅桃（ゆすらうめ）が実るとき』が原作。同時代人としては身長が高く、163cmあったという。最初の夫は吉行エイスケ。戦後、辻復と再婚した。
エイスケとの間に長男・淳之介（小説家）、長女・和子（女優）、次女・理恵（詩人、小説家）を儲ける。淳之介と理恵はあぐりより先に他界したが、和子は存命。
あぐりの孫に関しては、淳之介が若い頃に結婚した女性との間に娘(血縁上はエイスケとあぐりの孫)がいるが、後に淳之介は最初の妻とは関係を解消し、吉行家とは離れて暮らしていたため面識はほぼない。最初の妻が離婚に応じなかったため、戸籍上は夫婦のままであった。そのため、2番目の妻である宮城まり子とは入籍は出来ず「事実婚」の形式を取っていた。
姪（姉の娘）は医師、島村喜久治の妻でピアニストの千枝子。島村夫妻の子が地震学者の島村英紀。
日本人女性初のオリンピックメダリスト人見絹枝とは岡山県立第一岡山高等女学校の同級生。
90歳を越えてから、和子と共に海外旅行を頻繁に行うようになった。

## 著書
- 『梅桃が実るとき』文園社、1985年12月1日。NDLJP:12220657。のち文春文庫
- 『母・あぐりの淳への手紙』文園社　1998年
- 『あぐり95年の奇跡』集英社be文庫　2002年
- 『「あぐり美容室」とともに 94歳の美容師、心は老いずがモットーです。』PHP研究所　2002年　のち文庫
- 『あぐり流夫婦関係・親子関係 しなやかに生きて96歳』素朴社　2003年

### 雑誌記事
- 「日やけのお手入方法」　『少女画報』1934年9月号

### 共著など
- 『生きること老いること』新藤兼人共著　朝日新聞社　2003年
- 『あぐり白寿の旅』吉行和子共著　集英社　2006年　のち文庫
- 『吉行理恵レクイエム「青い部屋」』編　文園社　2007年

## テレビ出演
- 「あぐり」（1997年、NHK総合 連続テレビ小説） - あぐり役：田中美里
- ドキュメントにっぽん 「吉行あぐりと8人の客」（1997年9月12日、NHK総合）
- 知ってるつもり?! 「吉行あぐり」（1997年11月16日、日本テレビ）
- 第48回NHK紅白歌合戦（1997年12月31日、NHK総合・ラジオ第1） - 審査員
- 人・旅わくわく（1999年1月16日・23日、CBC）
- 「サンデープレゼント」吉行あぐり・和子母娘感動!!ネパール大冒険92歳ヒマラヤ4000メートルに挑戦（2000年2月13日、テレビ朝日）
- 「素顔が一番!」ゲスト・吉行和子（日本テレビ）（2000年6月3日、日本テレビ）
- 「いつでも笑みを!」吉行和子&母あぐり92歳の波乱人生（2000年6月24日、フジテレビ）
- グレートマザー物語「身老いても心未だ老いず」吉行和子の母（テレビ朝日）（2001年11月11日）
- 「特集・親の顔が見てみたい?」ゲスト:吉行和子「90歳からの親孝行?!和子とあぐりの不思議な関係」（2002年4月29日、NHK総合）
- 「いつみても波瀾万丈」ゲスト:吉行あぐり 95歳現役美容師…吉行あぐり…娘和子と爆笑トーク▽淳之介秘話▽本が大好きだった少女時代▽父との突然の別れ▽15歳で結婚!!嫁入りの顛末とは…▽美容院の運命は?（2002年9月15日、日本テレビ）
- 「旅の香り 時の遊び」心に染みる奥能登の旅 吉行和子・あぐり母娘が絶景露天の感動民宿へ（2003年6月17日、テレビ朝日）